# Revolution (film 1985)
Revolution è un film del 1985 diretto da Hugh Hudson, con Al Pacino.

## Trama
1776, New York: viene abbattuta la statua di Giorgio III d'Inghilterra. I coloni nordamericani, gente immigrata da molti Paesi europei, stremati dall'esoso fiscalismo inglese, oltre che dalla sprezzante arroganza degli ufficiali di Sua Maestà, si rivoltano contro le odiate Giubbe Rosse, aiutati in questo anche da una parte delle tribù indiane (gli Irochesi si allearono con gli inglesi, gli Uroni con gli americani e i francesi). 
Sono i primi fermenti della rivoluzione che, accesa nel focolaio di Boston, porterà George Washington, con l'ausilio del francese La Fayette, alla gloria e l'America sulle nuove frontiere dell'indipendenza, della democrazia e della libertà. 
Il film è la storia di un uomo - Tom Dobb - e del suo figlio quattordicenne Ned, travolti in mille vicende, separati e poi fortunosamente di nuovo insieme, nel contesto di avvenimenti turbolenti e tragici, durati anni di sofferenze e di lotte. A New York, assediata dagli inglesi, Tom si vede sequestrare dagli insorti la barca da pesca, che per lui è casa e fonte di lavoro; egli si arruola tra i coloni in armi per seguire Ned il quale, per pochi spiccioli, ha deciso di fare con loro il tamburino. Tom, che in realtà pensa solo agli affari propri e non ha idee bellicose per la testa, è notato e seguito da Daisy, figlia dei Mc Connhay (una famiglia di borghesi commercianti), presto contagiata da idee rivoluzionarie. I tre più volte si ritrovano e si perdono, da New York a Filadelfia ed altri luoghi ancora: lui, di volta in volta combattente, disertore e poi "scout", mentre cerca il ragazzo, arruolato per ordine di un ferreo sergente dell'Armata inglese in qualità di tamburino, lei impegnata a fare da infermiera e staffetta per i coloni in armi, poco a poco meno indisciplinati e meglio equipaggiati. Tra Tom e la bella ragazza nasce un tenero amore, vittorioso alla fine contro tutti gli ostacoli e gli orrori di una guerra estenuante, che i nuovi americani alla fine vinceranno. Ormai cresciuto e maturatosi, il figlio di Dobb, nel frattempo sposatosi, partirà verso l'Ovest, dove sconfinati territori richiedono braccia robuste e volontà di lavoro, mentre l'ex-pescatore rimarrà a New York: ha deciso di imparare a leggere e scrivere, perché più che del coraggio degli insorti, ormai diventati dei reduci a malapena ringraziati, la nuova Patria ed il Congresso hanno bisogno di uomini preparati ad affrontare i nuovi problemi, che ora si impongono agli Stati Uniti alle soglie del XIX secolo.